# Mezzarola
Mezzarola war ein italienisches Flüssigkeitsmaß und fand besonders als Weinmaß und Ölmaß Anwendung und hatte regional unterschiedliche Werte.
in Genua
- 1 Mezzarola = 2 Barilli = 200 Pinten = 7484 Pariser Kubikzoll = 147 7/10 Liter (= 148,4 Liter[1])
- 1 Mezzarola = 147 7/10 Liter = 2 Eimer 9 2/9 Quart (preuß.) = 2 Eimer 22 Maß (Wiener)[2]

auf Sardinien
- 1 Mezzarola = 2 Barili =100 Pinte = 158,0322 Liter[4]
- 1 Mezzarola = 1 4/5 Amole